# Хус, Андреас
Андреас Хус (нем. Andreas Huss; род. 15 октября 1950) — швейцарский шахматист, международный мастер (1987).
Чемпион Швейцарии (1983). Семь раз участвовал на Олимпиадах (1970, 1976—1984, 1994), в 1982 году играл за 2-ю команду, на остальных за 1-ю. В 1976 году показал 2-й результат на 4-й доске, в 1982 году — 3-й на 4-й доске.

## Изменения рейтинга
| Графики недоступны из-за технических проблем. См. информацию на Фабрикаторе и на mediawiki.org. |